# Speccy
O Speccy é uma avançada ferramenta de informações de sistema para o PC. Ele é capaz de informar sobre o hardware usado atualmente no PC do usuário, incluindo também informações sobre a CPU, placa mãe, memória RAM, Placa de Vídeo, Discos rígidos, Drivers ópticos e suporte de áudio. Além disso, o Speccy acrescenta ícones de temperaturas nos componentes que estejam provocando algum problema ou até mesmo para o usuário poder ver como esta o funcionamento de tais componentes instalados no sistema operacional.

## Melhorias no Speccy
- v1.11.256[2]
  - Compatibilidade melhorada no Windows 10
  - Suporte atualizado para os mais recentes processadores Intel Kaby Lake
  - Arquitetura de construção aprimorada para 64 bits
  - Melhor suporte de localização
  - Melhorias na interface gráfica de usuário
  - Menores correções de bugs